# Porez na luksuz
Porez na luksuz predstavlja porez na luksuzna dobra: proizvode koji se ne smatraju neophodnim. Porez na luksuz može biti formiran nakon prodajnog poreza ili PDV-a. Naplaćuje se kao procenat vrednosti na sve proizvode određene klase. Uglavnom pogađa bogatiji sloj stanovništva zbog veće verovatnoće kupovine luksuznih dobara poput skupih automobila, nakita, itd. Takođe, može biti primenjen samo na kupovinu preko određenog iznosa. Na primer, neke od Sjedinjenih Američkih Država naplaćuju porez na luksuz tokom transakcija kupoprodaje nekretnina samo preko određenog novčanog limita.
Luksuzno dobro može biti specijalno dobro, kome tražnja raste zajedno sa cenom. U tom slučaju, porez na luksuz svojim efektom može povećati tražnju određenih luksuznih dobara. Generalno, kako luksuzna dobra imaju visoku prihodnu elastičnost tražnje po definiciji, efekat prihoda i zamenljivosti proizvoda naglo će umanjiti tražnju sa porastom poreza.

## Teorija
Porez na luksuz se zasniva na konceptu statusnih proizvoda, koja su retka dobra i njihova vrednost raste kao statusni simbol više od njihovog pozicioniranja među sličnim proizvodima. Ovo stvara igru sa nultim sumama u kojima apsolutna vrednost kupljenih dobara je manje relevantna nego apsolutna vrednost potrošenog novca na ta ili njima slična dobra. Takmičući se u igri pozicioniranja agenti ne gube na korisnosti ukoliko određeni deo novca ode na porez jer korisnost za njih proizilazi iz količne potrošenog novca više nego upotrebna vrednost samih dobara. Kod statusnih proizvoda, porez na luksuz predstavlja odličan oblik oporezivanja jer povećava prihod bez ikakvog obrnutog uticaja na korisnost.

## Uticaj
Tokom nametanja poreza na luksuz, većina ljudi nije pod utiskom i ne podleže oporezivanju. Međutim, vremenom, može se promeniti viđenje luksuznih dobara, što bi prouzrokovalo naplaćivanje poreza na luksuz od većine stanovništva. Vlada može davati veliki značaj porezu na luksuz i neće ga ograničiti ili ukunuti. Vremenom, može se dogoditi da neka "obična" dobra takođe podležu porezu na luksuz. Primer ovoga može se videti kod mnogih proizvoda u Norveškoj, gde su početkom prethodnog veka automobili na naftu, šećerni proizvodi i čokolada bili smatrani za luksuzna dobra. Danas, mali broj Norvežana smatra šećer i čokoladu za luksuz, ali porez na luksuz za ova dobra ostaje.

## Istorijat
U Americi, mnoge države su prikupljale porez na promet kroz korišćenje poreskih tokena, umesto da su računale procenat koji se plaća u gotovini, kao što se radi u današnje vreme. Ljudi su tokene mogli kupiti od države i onda koristiti ih na proveri umesto preračunavanja poreza u gotovini. Pretpostavlja se da je svrha ovakve prakse bila uklanjanje podsticaja prodavaca i biznisa da izbegnu prijavljivanje prihoda.

## Porez na luksuz u Sjedinjenim Američkim Državama
U novembru 1991. godine, Kongres Sjedinjenih Američkih Država je doneo odluku o uključenju poreza, koja je potpisana od strane tadašnjeg predsednika Džordža H.V. Buša. Cilj uvođenja poreza bio je prikupljanje dodatnog prihoda da bi se državni budžetski deficit smanjio. Ovaj porez naplaćivan je na materijalna dobra kao što su satovi, skupo krzno, brodovi, jahte, privatni avioni, nakit i skupocena kola. Kongres je doneo zakon o deset odsto poreske doplate na brodove preko 100.000 dolara, vozila preko 30.000 dolara, avione preko 250.000 dolara i krzna i nakit preko 10.000 dolara.
Vlada države je procenila da će podići 9 miliona dolara od viška prihoda u periodu od pet godina. Međutim, samo dve godine od nametanja poreza, u avgustu 1993. godine, Kongres je odlučio da povuče porez na luksuz s obzirom na to da nije postignut početni cilj. Uprkos tome, porez na luksuzne automobile je ostao na snazi do 2002. 

## Porez na luksuz u Bugarskoj
Porez na luksuz od deset odsto na brodove preko 300.000 dolara i avione preko jedan milion dolara je predložen 2010. godine od strane ministra finansija Simeona Đankova. Parlament je odobrio porez na kratkoročni period od tri godine.

## U popularnoj kulturi
Na jednom od trgova na Monopolovoj tabli za igru ispisano je "porez na luksuz". Dok na slici trga imamo prikaz blještećeg dijamanta, jedina kazna je da ko god stane na ovo polje, mora platiti 75.000 banci.

## Spoljašnje veze
- Columbia Encyclopedia entry on Luxury Tax